# Antwerpenbaan
De Antwerpenbaan is een straat in Nieuw Sloten in Amsterdam Nieuw-West. De straat ligt in het verlengde van de Louwesweg en eindigd bij de oostelijke poot van de Laan van Vlaanderen waar de straat overgaat in de Ardennenlaan. Van 1960-1988 liep de Louwesweg, waar nu de Antwerpenbaan ligt, dwars door het Tuinbouwgebied Sloten door tot de Plesmanlaan. Bij de westelijke poot van de Laan van Vlaanderen gaat de straat verder en gaat met een bocht naar rechts over in de Blankenbergestraat.   
De Antwerpenbaan loopt door de in de jaren negentig gebouwde wijk Nieuw Sloten. Ten westen van de straat liggen het winkelcentrum Belgiëplein en het Kasterleepark. Alle straten in de omgeving zijn vernoemd naar plaatsen en gebieden in België. De Antwerpenbaan werd in 1991 vernoemd naar de Belgische stad Antwerpen.

## Openbaar vervoer

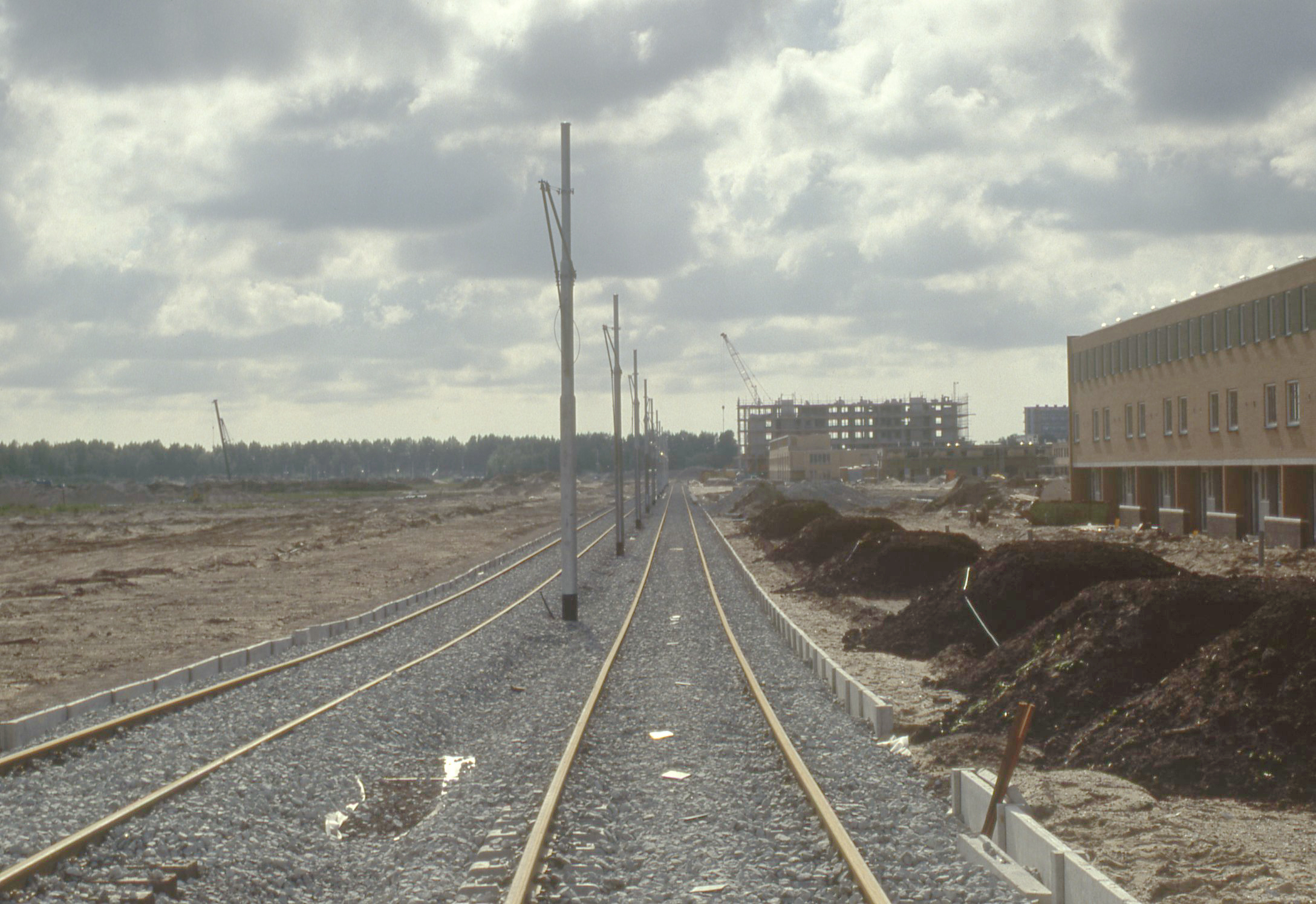
Antwerpenbaan met trambaan in aanleg, de rijweg moet nog worden aangelegd, gezien in westelijke richting in 1991

Sinds september 1991 rijdt tram 2 vanaf de Louwesweg in Slotervaart-Zuid via noordzijde van de Antwerpenbaan naar het eindpunt Oudenaardeplantsoen. In de straat rijdt ook bus 195.